# برج لک‌لک
بُرج لک‌لک یا بُرج قرار اثری تاریخی مربوط به اواخر دورهٔ افشاریان است و در شهرستان خمینی‌شهر، بخش مرکزی، روستای ولاشان، واقع شده و این اثر در تاریخ ۱۶ اسفند ۱۳۸۴ با شمارهٔ ثبت ۱۴۴۵۳ به‌عنوان یکی از آثار ملی ایران به ثبت رسیده‌است.